# 菊川多賀
菊川 多賀（きくかわ たか、1910年11月16日 - 1991年1月15日）は、北海道出身の日本画家。本名は孝子。日本画家の菊川三織子は姪。日本美術院同人。日本美術院評議員。勲四等瑞宝章受章者。

## 来歴・人物
1910年に北海道で生まれる。豊水小学校卒業後北海高等女学校に進むが、一家の東京転居に伴い麹町高等女学校に転校、病気のため中退。父の友人であった日本美術院同人の清原斎に師事して絵を学んだ。戦後は堅山南風に師事。女性群像や歌舞伎・文楽などを題材とした作品を残した。
日本美術院同人として、院展で院賞、文部大臣賞、総理大臣賞の各賞を受賞した。

## 受賞
- 1961年　第46回院展日本美術院賞
- 1962年　第47回院展日本美術院賞
- 1963年　第48回院展日本美術院賞
- 1972年　第57回院展文部大臣賞
- 1982年　第67回院展内閣総理大臣賞